# Li Yixiang
Li Yixiang —李易祥 en xinès— també conegut com a Li Qiang (李强) és un actor (xinès) que aparegué a pel·lícules com Ji Quan Bu Ning, Crazy Lottery. El 2002, fa el paper d'un dels dos estafadors homicides en la pel·lícula del director Li Yang Blind Shaft, davant de Wang Baoqiang, la ingènua víctima potencial.
Va estudiar a l'Acadèmia de Cinema de Pequín i va compartir el Kinnaree Daurat com a Millor Actor al Festival Internacional de Cinema de Bangkok del 2004 juntament amb Wang, coprotagonista de Blind Shaft, Wang Shuangbao.
Li va ser el protagonista a Lost and Found, la comèdia negra de Ma Liwen sobre un treballador emigrant a Pequín.

## Filmografia seleccionada
| Any  | Títol                            | Paper        | Notes              |
| ---- | -------------------------------- | ------------ | ------------------ |
| 2001 | Bus 44 44车四十四                | Bandoler     | Curtmetratge       |
| 2003 | Blind Shaft 盲井                 | Song Jinming |                    |
| 2006 | One Foot Off the Ground 鸡犬不宁 | Ma San       |                    |
| 2007 | Crazy Lottery                    | Wang Wei     |                    |
| 2008 | Lost and Found 我叫刘跃进        | Liu Yuejin   |                    |
| 2009 | Lao Wu's Oscar                   | Lao Wu       |                    |
| 2009 | Invisible Killer                 |              |                    |
| 2010 | No Kidding                       |              |                    |
| 2010 | The Myth                         | Liu Bang     | Sèrie de televisió |
| 2012 | Just for Fun                     |              |                    |